# Нижнеднепровская стратегическая наступательная операция
Нижнеднепровская наступательная операция — стратегическая наступательная операция советских войск в нижнем течении Днепра в Великой Отечественной войне. Второй этап битвы за Днепр. Проводилась 26 сентября — 20 декабря 1943 года войсками Степного (2-го Украинского), Юго-Западного (3-го Украинского), и Южного (4-го Украинского) фронтов. В рамках данной операции проведены: Мелитопольская, Запорожская, Пятихатская, Знаменская и Днепропетровская фронтовые наступательные операции.

## Предшествующие события и план операции
В ходе первого этапа битвы за Днепр — Черниговско-Полтавской наступательной операции и Донбасской наступательной операции, Красная Армия нанесла немецким войскам тяжелые поражения на Левобережной Украине и в Донбассе. Оба эти огромных по территории и численности населения, а также исключительно важных в экономическом плане региона были освобождены. На фронте полосой в 750 километров сразу три фронта практически одновременно вышли к Днепру, с ходу форсировали его и захватили в общей сложности 23 плацдарма. Однако на восточном берегу Днепра немецкие войска удерживали три крупных плацдарма — Кременчугский, Никопольский и Запорожский. Южнее войска Юго-Западного и Южного фронтов после освобождения Донбасса вышли на заранее подготовленный оборонительный рубеж вермахта по реке Молочной. По всему огромному фронту шли непрерывные исключительно трудные и кровопролитные сражения по удержанию и расширению занятых плацдармов. В системе немецких оборонительных рубежей по Днепру и Молочной «Восточный вал» советские войска пробили несколько ощутимых брешей, но исход сражения за Днепр был ещё не определён. Затягивание сражений на плацдармах угрожало измотать в них ударные группировки фронтов, лишить их наступательных возможностей и в условиях приближающейся зимы дать немецкому командованию время на восстановление своего стратегического фронта на южном участке. В этих условиях единственно возможным решением для советского Верховного Главнокомандования было продолжение наступления и окончательный прорыв «Восточного вала».
Исходя из такой ситуации, Ставка Верховного Главнокомандования поставила задачу фронтам ликвидировать на левом берегу Днепра оставшиеся предмостные укрепления врага, расширить захваченные на правом берегу плацдармы и в последующем провести операцию по освобождению Правобережной Украины и Крыма. Особенностью Нижнеднепровской операции было то, что она фактически не имела подготовительного периода — необходимые задачи войскам и перегруппировки сил производились в ходе непрерывных наступательных боёв по всей полосе фронта. Негативными факторами были значительная отдаленность аэродромов, острейшая нехватка переправочных средств, отставание танков и артиллерии, удалённость от баз снабжения, острая нехватка горючего и боеприпасов. Личный состав уже три месяца без отдыха вёл тяжелые наступательные бои, дивизии имели большой некомплект и насчитывали в среднем не более 5000 человек. К началу операции численность советских войск составила 1 506 400 человек (112 дивизий, 8 танковых и механизированных корпусов, 17 бригад и 3 укрепрайона), 24 437 орудий и миномётов, 1160 танков и САУ, 2000 боевых самолётов.
В свою очередь, германское Верховное командование всеми силами пыталось ликвидировать плацдармы советских войск и организовать на рубеже рек Днепр и Молочная прочную оборону. Командование немецких войск спешно приводило в порядок свои дивизии, которые также понесли в предшествующих боях тяжёлые потери, были измотаны физически и морально. Одновременно оно перебрасывало к Днепру новые соединения из Западной Европы, а также с центрального и северного участков советско-германского фронта. Густая сеть путей сообщения на Правобережной Украине позволяла противнику удовлетворительно справляться со снабжением войск необходимым, а также с их перебросками. В тылу на угрожаемых направлениях спешно заранее готовились оборонительные рубежи. Общая численность противостоящих в полосе наступления нашим войскам 1-й танковой и правого фланга 8-й полевой армий группы армий «Юг» (командующий генерал-фельдмаршал Эрих фон Манштейн) и 6-й полевой армии группы армий «А» (командующий генерал-фельдмаршал Эвальд фон Клейст), составляла до 770 000 человек, 8000 орудий и миномётов, 800 танков и штурмовых орудий. Их поддерживали 1000 самолётов 4-го воздушного флота.

## Ход операции
Нижнеднепровская стратегическая операция началась 26 сентября 1943 года на двух участках: в низовьях Днепра и по реке Молочной перешли в наступление войска Южного (с 20 октября — 4-го Украинского) фронта генерала армии Ф. И. Толбухин, начав тем самым Мелитопольскую операцию, а в районе Кременчуга войска Степного (с 20 октября — 2-го Украинского) фронта генерала армии И. С. Конева начали Кременчугскую операцию по ликвидации удерживаемого противником огромного плацдарма. Начало Мелитопольской операции было неудачным, к 30 сентября удалось вклиниться в оборону противника всего от 2 до 5 километров. Пришлось срочно приостановить наступление для спешной перегруппировки войск. В полосе Степного фронта события развивались иным образом: уже к 30 сентября немецкий плацдарм у Кременчуга перестал существовать, войска фронта форсировали Днепр ещё на нескольких участках и захватили новые плацдармы.
В начале октября 1943 года Степной и Юго-Западный (с 20 октября 3-й Украинский, командующий генерал армии Р. Я. Малиновский) фронты в упорных боях расширили свои плацдармы, часть из них объединили в более крупные и накопили на них достаточные силы. 15 октября Степной фронт начал Пятихатскую операцию, нанося удар от Днепра в направлении Пятихатки — Кривой Рог и к 22 октября вышел на подступы к Кривому Рогу, продвинувшись до 100 километров. В середине октября 3-й Украинский фронт в ходе Запорожской операции разгромил и уничтожил запорожский плацдарм противника, 23 октября начал Днепропетровскую операцию и через два дня освободил Днепропетровск и Днепродзержинск. Над левым флангом 1-й немецкой танковой армии нависла угроза глубокого охвата. Спешно перебросив туда свои резервы и силы с других участков, командующий группой армий «Юг» Манштейн отбросил войска 2-го Украинского фронта от Кривого Рога на 10 — 20 километров и навязал упорные встречные бои. На 3-м Украинском фронте после освобождения Днепропетровска немецкое командования также навязало советским войскам встречное сражение и остановило их наступление. Жестокие бои шли на никопольском плацдарме, который оборонялся немцами с исключительным упорством.

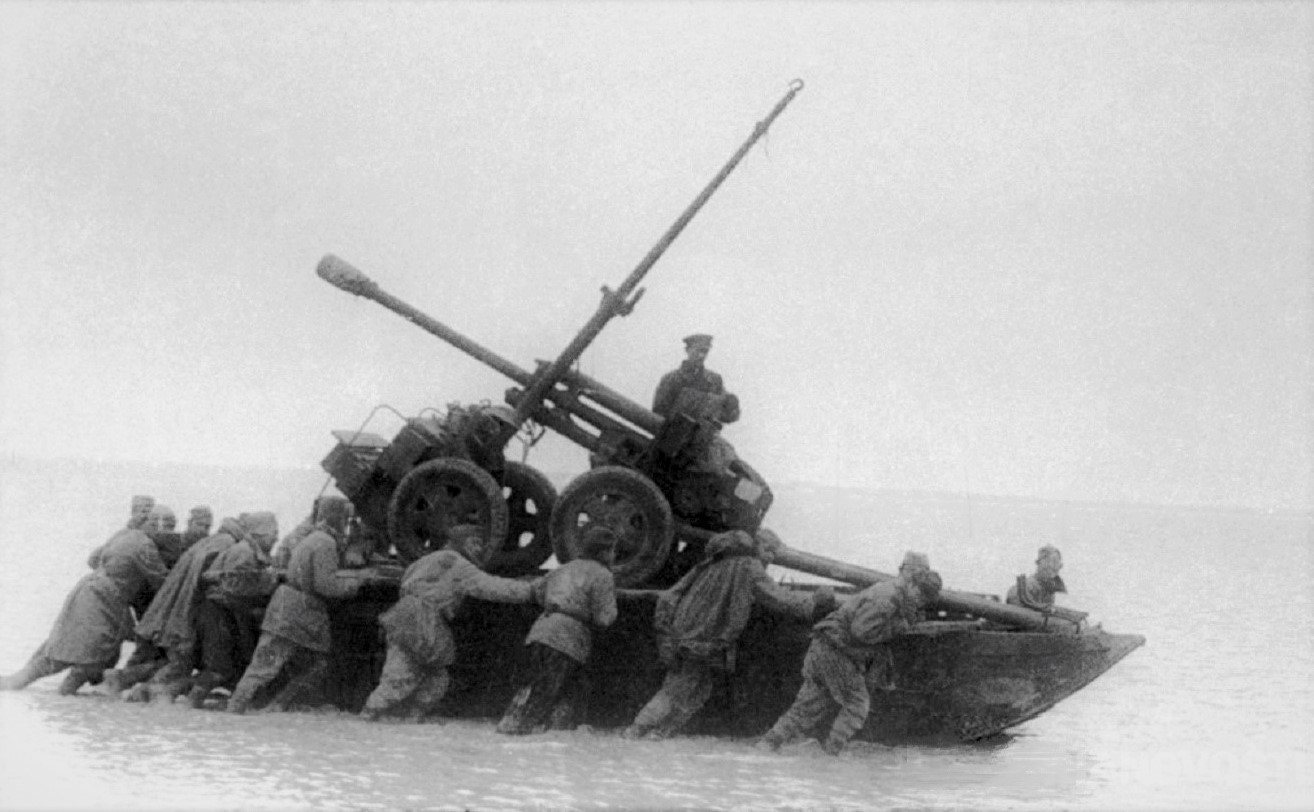
Сапёры капитана Ф. С. Булатова переправляют артиллерию через Сиваш. Ноябрь 1943. Фото В. Н. Иванова

Однако перенос тяжести сражения под Кривой Рог был блестяще использован командованием 4-го Украинского фронта. Возобновив наступление, 9 октября советские войска уже к концу этого дня прорвали немецкий фронт, танковые и кавалерийские корпуса были введены в прорыв. Хотя противник спешно перебросил сюда из Крыма и с Тамани до 9 дивизий, их разрозненный ввод в бой не принёс успеха. 23 октября был освобожден Мелитополь, началось массовое преследование противника. 30 октября был освобожден Геническ и занято побережье Сиваша, 1 ноября прорван Турецкий вал и прорван Перекопский перешеек, 5 ноября был форсирован Сиваш. Также к исходу 5 ноября войска фронта вышли к низовьям Днепра и полностью очистили его восточный берег в своей полосе. В ходе Мелитопольской операции были разгромлены полностью 8 и частично 12 дивизий противника, полностью очищена от противника вся Северная Таврия. Требование Ставки с ходу ворваться в Крым и освободить его выполнить не удалось из-за явной нереальности такой задачи.
Продолжая активные боевые действия, в ноябре — декабре 1943 года войска 2-го Украинского фронта провели Знаменскую операцию и значительно расширили плацдарм в своей полосе, полностью очистив от противника западный берег Днепра на всём протяжении фронта. Однако новые попытки овладеть Кривым Рогом опять были провалены. На 3-м Украинском фронте под Днепропетровском и на никопольском плацдарме немцы отбили советское наступление, нанеся здесь чувствительный урон советским войскам. Сталин крайне резко реагировал на эту неудачу, выражая своё недовольство как командующим фронтами Ф. И. Толбухину и Р. Я. Малиновскому, так и координировавшему действия фронтов Маршалу Советского Союза А. М. Василевскому. В итоге в конце декабря было решено остановить действия всех участвующих в операции фронтов для подготовки решительного наступления на Правобережной Украине.

## Итоги операции и потери сторон
В ходе Нижнеднепровской наступательной операции советские войска в полосе свыше 800 километров добились значительных успехов, хотя и не выполнили полностью всех поставленных перед ними задач. Наиболее крупными достижениями стали фактический разгром 6-й немецкой армии в Северной Таврии с блокированием немецко-румынской 17-й армии в Крыму, а также создание стратегического Криворожского плацдарма в 450 километров по фронту, вдававшегося в глубину обороны группы армий «Юг» на 100 километров и по существу рассекавшего её оборону на части. Непосредственным следствием Нижнеднепровской операции были крупные поражения немецких войск в последовавших Кировоградской и Никопольско-Криворожской операциях, а также их новый стратегический разгром на Правобережной Украине в Днепровско-Карпатской операции. Немецким войскам удалось удержать до февраля 1944 года только Никопольский плацдарм на восточном берегу Днепра. Не удалась также попытка окружить 1-ю немецкую танковую армию в Днепропетровской излучине Днепра. Действия советских войск способствовали успеху на Киевском направлении (Киевская и Житомирско-Бердичевская наступательные операции).
Обе стороны понесли в ходе операции большие потери. Были разгромлены свыше 20 дивизий групп армий «Юг» и «А», в том числе 4 танковые и моторизованные. Потери группы армий «Юг» (по немецким данным)[каким?] только в период с 20.09.43 по 20.10.43 составили: 165 253 человек убитыми, ранеными и пропавшими без вести.
Потери советских войск в Нижнеднепровской стратегической операции составили: безвозвратные — 173 201 человек, санитарные — 581 191 человек (общие — 754 392 человека). Потери в технике составили: 2 639 танков и САУ, 3 125 орудий и миномётов, 430 самолётов.